# Hilda Klefberg
Hilda Amalia Klefberg, född 1 november 1845 i Finska församlingen, Stockholm, död 22 april 1912 i Engelbrekts församling, Stockholm var en svensk skådespelare.
Hilda Klefberg antogs tolv år gammal som elev hos Edvard Stjernström, där hon 1858 debuterade som Celine i Eugène Scribes pjäs med samma namn. Efter några elevår vid Mindre teatern till 1859 och Kungliga teatrarna 1860–1867 var hon engagerad vid Södra teatern 1867—73, där hon uppträdde i en mängd komedi- och operettroller såsom Paola i Prinsessan av Trebizonde och mamsell Bom i Närkingarna. Efter att 1873–1874 ha tillhört Gustaf Haqvinius och Gustaf Bergströms sällskap på Mindre teatern övergick hon 1875 till Edvard Stjernströms nybildade sällskap på Nya teatern, där hon stannade till 1887. Bland hennes roller här märks Wahlström i Hittebarnet, Petronella i Boccaccio, fru Fourchambault i Familjen Fourchambault, Nilla i Jeppe på berget, fru Tjaelde i Ett handelshus, fru Sillery i Niniche, fru Kristina i Mäster Olof, fru Bark i Sanna kvinnor, Klara Sang i Över förmåga och modern i Brand. 1887 gick hon över till Dramaten där hon stannade till sin död. Bland hennes roller här märks fru Krans i Äventyr på fotvandringen, Philaminte i Lärt folk i stubb, fru Linde i Ett dockhem, fru Bernick i Samhällets pelare och fru Perrichon i Herr Perrichons resa.

## Teater

### Roller (ej komplett)
| År   | Roll                      | Produktion                                                                                      | Regi          | Teater                      |
| ---- | ------------------------- | ----------------------------------------------------------------------------------------------- | ------------- | --------------------------- |
| 1863 | Stina Pedersdotter Stolpe | Siri Brahe och Johan Gyllenstierna Gustav III                                                   |               | Kungliga Dramatiska Teatern |
| 1875 | Modern                    | Arbetarna Eugène Manuel                                                                         |               | Nya teatern                 |
| 1875 | Frosine                   | Den girige Molière                                                                              |               | Nya teatern                 |
| 1875 | Baronessan Wilhelmina     | Hovet i Biberack Paul Vermond, Éduard Lafargue och Paul Siraudin                                |               | Nya teatern                 |
| 1875 | Mormodern                 | Porträttet August von Kotzebue                                                                  |               | Nya teatern                 |
| 1876 |                           | Friaren från Värmland Johan Jolin                                                               |               | Nya teatern                 |
| 1876 |                           | Familjen Mohrin Johan Jolin                                                                     |               | Nya teatern                 |
| 1876 | Amarante, fiskmånglerska  | Madame Angots dotter Charles Lecocq, Louis-François Clairville, Victor Koning och Paul Siraudin |               | Nya teatern                 |
| 1876 | Fru von Zerl              | Skyll er själv                                                                                  |               | Nya teatern                 |
| 1877 | Trotjänarinnan            | De oförsonlige Ernst Lundquist                                                                  |               | Nya teatern                 |
| 1877 | Änkegrevinnan             | Bedragare och bedragne Parainetes (pseudonym)                                                   |               | Nya teatern                 |
| 1889 | Fru Stråman               | Kärlekens komedi (Kjærlighedens Komedie) Henrik Ibsen                                           |               | Dramatiska Teatern          |
| 1892 | Mathilda Heindorf         | Krig i fred (Krieg im Frieden) Gustav von Moser och Franz von Schönthan                         |               | Dramatiska Teatern          |
| 1898 | Fru Nyberg                | Gurli Petrus Holmiensis                                                                         |               | Dramatiska Teatern          |
| 1900 | Emilia                    | Förvexlingarne William Shakespeare                                                              |               | Dramatiska Teatern          |
| 1900 | Mélanie                   | Zaza Pierre Berton och Charles Simon                                                            |               | Dramatiska Teatern          |
| 1901 | Fru Cauvelin              | Familjeband Gaston Devore                                                                       |               | Dramatiska Teatern          |
| 1901 | Fru Arriégo               | Sällskap där man har tråkigt Édouard Pailleron                                                  |               | Dramatiska Teatern          |
| 1901 | Marta                     | Kung Renés dotter Henrik Hertz                                                                  |               | Dramatiska Teatern          |
| 1903 | Fru Irene                 | Som blad för stormen Giuseppe Giacosa                                                           |               | Dramatiska Teatern          |
| 1904 | Opportune                 | Fregattkaptenen Frans Hedberg                                                                   |               | Dramatiska Teatern          |
| 1906 |                           | Far och son Gustav Esmann                                                                       |               | Dramatiska Teatern          |
| 1908 | Poltners hustru           | Samvetets mask Ludwig Anzengruber                                                               | Gustaf Linden | Dramaten                    |

### Fotnoter
1. ↑  Klefberg, Hilda i Svensk uppslagsbok
2. ↑  ”Teaterannons”. Aftonbladet:  s. 1. 12 september 1963. https://tidningar.kb.se/4112678/1863-09-12/edition/0/part/1/page/1. Läst 30 november 2021.
3. ↑  ”Teater”. Aftonbladet:  s. 3. 17 mars 1875. http://tidningar.kb.se/4112678/1875-03-17/edition/0/part/1/page/3. Läst 1 april 2017.
4. ↑  ”Teater”. Aftonbladet:  s. 3. 18 september 1875. http://tidningar.kb.se/4112678/1875-09-18/edition/0/part/1/page/3. Läst 1 april 2017.
5. ↑  ”Teater”. Aftonbladet:  s. 3. 29 september 1875. http://tidningar.kb.se/4112678/1875-09-29/edition/0/part/1/page/3. Läst 1 april 2017.
6. ↑  ”Stockholms-nyheter”. Dagens Nyheter:  s. 2. 28 oktober 1875. http://arkivet.dn.se/arkivet/tidning/1875-10-28/3298/2. Läst 31 juli 2015.
7. ↑  ”Teater”. Aftonbladet:  s. 3. 1 mars 1876. http://tidningar.kb.se/4112678/1876-03-01/edition/0/part/1/page/3. Läst 1 april 2017.
8. ↑  ”Teater och musik”. Dagens Nyheter:  s. 2. 2 februari 1876. http://arkivet.dn.se/arkivet/tidning/1876-02-02/3378/1. Läst 10 augusti 2015.
9. ↑  ”Teater och musik”. Dagens Nyheter:  s. 2. 2 maj 1876. https://arkivet.dn.se/tidning/1876-05-02/3452/2. Läst 31 december 2020.
10. ↑  ”Teater och musik”. Dagens Nyheter:  s. 2. 26 september 1876. http://arkivet.dn.se/arkivet/tidning/1876-09-26/3575/2. Läst 15 augusti 2015.
11. ↑  ”Teater och musik”. Dagens Nyheter:  s. 2. 21 februari 1877. http://arkivet.dn.se/tidning/1877-02-21/3698/2. Läst 26 mars 2017.
12. ↑  ”Teater”. Aftonbladet:  s. 2. 5 juni 1877. http://tidningar.kb.se/4112678/1877-06-05/edition/0/part/1/page/3/. Läst 1 april 2017.
13. ↑  ”K. Dramatiska teatern”. Affischen:  s. 2. 21 november 1889. https://tidningar.kb.se/p5jb106cmfvf2gfl/part/1/page/2. Läst 18 maj 2024.
14. ↑  ”K. Dramatiska Teatern”. Affischen:  s. 3. 16 maj 1892. https://tidningar.kb.se/gx93thdsdqrsft17/part/1/page/3. Läst 18 maj 2024.
15. ↑  ”Teater och Musik”. Svenska Dagbladet:  s. 3. 19 januari 1898. http://tidningar.kb.se/1767385/1898-01-19/edition/0/part/1/page/3/?q=%22de%20wahl%22&sort=asc&freeonly=1&from=1898-01-01&to=1899-12-31&page=1. Läst 15 november 2015.
16. ↑  ”Förvexlingarne”. Musikverket. http://calmview.musikverk.se/CalmView/Record.aspx?src=CalmView.Catalog&id=H11_061&pos=3. Läst 24 oktober 2015.
17. ↑  ”Teaterannons”. Dagens Nyheter:  s. 3. 20 september 1900. http://arkivet.dn.se/arkivet/tidning/1900-09-20/10954A/3. Läst 7 augusti 2016.
18. ↑  ”Familjeband”. Musikverket. http://calmview.musikverk.se/CalmView/Record.aspx?src=CalmView.Catalog&id=HelledayA12S18%3a034. Läst 24 oktober 2015.
19. ↑  ”Sällskap där man har tråkigt”. Musikverket. http://calmview.musikverk.se/CalmView/Record.aspx?src=CalmView.Catalog&id=H12_009&pos=15. Läst 23 oktober 2015.
20. ↑  ”Kung Renés dotter”. Musikverket. http://calmview.musikverk.se/CalmView/Record.aspx?src=CalmView.Catalog&id=H14_006&pos=2. Läst 23 oktober 2015.
21. ↑  ”Som blad för stormen”. Musikverket. http://calmview.musikverk.se/CalmView/Record.aspx?src=CalmView.Catalog&id=H14_046&pos=2. Läst 23 oktober 2015.
22. ↑  ”Fregattkaptenen”. Musikverket. http://calmview.musikverk.se/CalmView/Record.aspx?src=CalmView.Catalog&id=H15_009&pos=18. Läst 24 oktober 2015.
23. ↑  Ernst Högman (1906). Frithiof Hellberg. red. ”Teater och musik”. Idun: Illustrerad tidning för kvinnan och hemmet (Stockholm: Frithiof Hellberg) 19 (5):  sid. 59. https://gupea.ub.gu.se/bitstream/handle/2077/50374/gupea_2077_50374_1.pdf. Läst 19 november 2015.